# Diplacus stellatus
Diplacus stellatus är en gyckelblomsväxtart som beskrevs av Albert Kellogg. Diplacus stellatus ingår i släktet Diplacus och familjen gyckelblomsväxter. Inga underarter finns listade i Catalogue of Life.